# Payconiq
Payconiq is een elektronisch betalingssysteem in België, Luxemburg en Duitsland, bedoeld om met de smartphone te kunnen betalen aan vrienden of in handelszaken. Sinds 2022 is Payconiq niet meer beschikbaar in Nederland.

## Geschiedenis
Het systeem werd gelanceerd door ING, maar ondertussen zijn ook de Belgische banken KBC en Belfius ingestapt op de service.  Vanaf de zomer van 2017 werkt het bedrijf samen met het Luxemburgse Digicash Payments. Sinds januari 2018 was Payconiq operationeel in Nederland, waardoor de service beschikbaar was in de gehele Benelux. Sinds januari 2018 is de service ook beschikbaar in de Duitse stad München om te testen of er een markt is voor de app in Duitsland.
In Nederland was Payconiq ook een tijd actief met de medewerking van Rabobank, RegioBank, SNS en ASN. Op 1 januari 2022 werd Payconiq echter stopgezet in Nederland.
In oktober 2023 is Payconiq samen met iDEAL overgenomen door het European Payments Initiative (EPI) en zal Europa-breed worden uitgerold onder de naam Wero.

### België
In maart 2018 kondigden Payconiq België en het Belgische betaalsysteem Bancontact aan dat ze gingen fuseren, mede door de zware verliezen die Payconiq ondertussen opgestapeld had en de te beperkte gerealiseerde groei. In juli 2018 was deze fusie afgerond en heet het bedrijf voortaan Bancontact Payconiq Company. Het nieuwe bedrijf kreeg na de fusie een kapitaalinjectie van €17,6 miljoen van vier grootaandeelhouders Belfius, BNP Paribas Fortis, ING, KBC; AXA deed niet mee en zag zijn aandeel in de fusieonderneming verwateren. In januari 2019 werden de betaalapps 'Payconiq' en 'Bancontact' samengevoegd tot 'Payconiq by Bancontact' die ondersteund wordt door 20 Belgische banken en 290.000 Belgische winkels.

## Werkwijze
De consument kan via de App Store of via Google Play een smartphone-app downloaden en die aan een zichtrekening koppelen. Voor een betaling kan de begunstigde en het bedrag op verschillende manieren worden bepaald.
Bij betaling ter plaatse kan de begunstigde bepaald worden door een QR-code bij een betaalautomaat, of een QR-code op een sticker, door gps-locatiebepaling, en anders door selectie uit een lijst van handelaren of uit vrienden (via e-mailadres of telefoonnummer).
Bij betaling ter plaatse kan het bedrag aangegeven worden door de genoemde QR-code bij een betaalautomaat, of als het een vast bedrag is door de QR-code op een sticker. Bij betaling ter plaatse of elders kan het bedrag ook op de telefoon worden ingetoetst.
De betaler bevestigt de transactie met een pincode of vingerafdruk.
Bepaalde banken integreerden de Payconiq-functie in hun eigen app (zoals Belfius en KBC), waardoor het afzonderlijk downloaden van de Payconiq-Bancontact-app niet meer vereist is.